# Bennington (New Hampshire)
Bennington – miasto w Stanach Zjednoczonych, w stanie New Hampshire, w hrabstwie Hillsborough.